# Бабич, Константин Николаевич
Константи́н Никола́евич Ба́бич (укр. Костянтин Миколайович Бабич; род. 6 мая 1975, Никополь, Днепропетровская область) — украинский футболист, нападающий.
Воспитанник Никопольской ДЮСШ-1, первый тренер — Терещенко В. И.
На начало 2009 года является лучшим бомбардиром футбольного клуба «Мариуполь», за который забил 44 гола, все в Высшей лиге.
Всего в чемпионате Украины провел 289 матчей, забил 66 голов.
Участник еврокубков в составе «Черноморца» и «Ворсклы».